# 황동일
황동일(1986년 4월 14일 ~ )은 대한민국의 남자 배구 선수로서, 수원 한국전력 빅스톰 소속의 세터다.  왼손잡이 선수이며, 강한 스파이크 서브를 구사하는 선수이다.

## 약력

### 프로 입단 전
안산 본오중학교 1학년때 배구를 시작하였다. 그는 왼손잡이 선수였기 때문에 줄곧 라이트 공격수로 뛰었지만 경기대학교에 입학하자마자 본격적으로 세터로 전향하였다. 그는 문성민과 함께 경기대학교의 전성기를 이끌었으며, 대학교 2학년 때부터 국가대표팀에 뽑힐 만큼 기대되는 재목이었다.

### 프로 입단 후
황동일은 2008년 신인 드래프트에서 1라운드 4순위로 우리캐피탈 드림식스의 지명을 받아 입단하였으나 한 달이 가지 않아 LIG에 트레이드되었다. 당시 구미 LIG손해보험 그레이터스는 주전 세터 이동엽과 원영철 세터의 토스가 불안하여 이경수라는 국내 최고의 거포를 보유하고 있었음에도 2006년부터 두 시즌 연속으로 플레이오프 진출에 실패하였다. 따라서 공격을 조율해 줄 세터가 필요한 상황이었고, 우리캐피탈 또한 창단 직후 모든 선수들이 신예 선수로만 구성되어 이들을 이끌어 줄 노장이 필요하였던 것이다. 때문에 LIG 구단은 노장 선수인 손석범, 이동엽, 그리고 드래프트에서 지명한 안준찬을 우리캐피탈에 내주는 대신, 황동일을 영입하는 대형 트레이드를 성사시켰던 것이다.
LIG에 트레이드되자마자 주전 자리를 잡았으며, 첫 시즌 전 경기를 소화하였고, 소속 팀 LIG는 또 다시 포스트 시즌에 진출하지 못했지만, 그의 팀 공헌도가 높게 평가되어 NH농협 2008~2009 V-리그 시즌이 끝난 후 시상식에서 기자단 투표 39표 중 18표를 획득하며 경쟁 후보인 한국전력의 최석기(13표)를 제치고 남자부 신인왕을 차지했다.
드래프트 당시 "최태웅을 넘고 싶다"는 포부를 밝힐 만큼 당찬 선수이며, 2단 공격을 즐겨 하는 선수이기도 하다.
그러나 2011년 황동일은 부진하여 인천 대한항공 점보스로 트레이드되었고, 대한민국의 프로 배구 선수 중 드물게 트레이드가 많은 선수가 되었다. 한선수가 주전으로 나오기 때문에 인천 대한항공 점보스에서는 백업 및 원포인트 서버로 주로 출장했다. 2013년 한선수의 현역 입대로 기회를 다시 잡았지만, 백광언과 교대로 나오는 등 좋지 못한 모습을 보인 채 강민웅을 상대로 대전 삼성화재 블루팡스에 또 트레이드됐다.
2016-17시즌과 2017-18시즌 초반까지 주전으로 활약하였으나, 김형진에게 밀려 백업으로 출장하였다. 2018-19시즌이 끝난후 FA계약을 맺었지만, 자유계약선수로 풀렸다. 2019년 6월 27일 세터가 급했던 천안 현대캐피탈 스카이워커스와 계약하였다.
2020년 11월 13일 3:3 대형 트레이드로 한국전력으로 이적하였다.

## 대표 경력
- 2005년 제13회 세계청소년남자배구선수권대회 국가대표
- 2007년 하계 유니버시아드대회 배구 국가대표

※ 위 경력은 정규 국가대표팀을 제외한 청소년 대표 및 유니버시아드 대표 경력을 기술하였으며, 성인 대표팀은 배구 선수 정보란에 별도로 기술된다.

## 수상 경력
- 2005년 전국 대학배구연맹전 세터상
- 2008년 전국 대학배구 춘계대회 세터상
- 2008년 전국 대학배구 하계대회 MVP
- 2009년 NH농협 2008~2009 V-리그 신인 선수상

## 방송 출연
황동일은 빼어난 외모 때문에 인기가 많은 선수 중 하나이며 한때 MBC의 오락 프로그램 "스타의 친구를 소개합니다"(이하 "스친소"라 한다)에 출연하기도 했다. 그는 외모 덕분에 진행자 현영으로부터 "다니엘 헤니보다 잘생긴 것 같다"는 찬사를 받았다. 황동일은 '너를 보여줘' 코너에서 생라면을 순식간에 격파하는 등 여성 출연자들에게 강한 남성미로 어필했으며, 마지막에 배슬기의 친구와 커플 맺기에 성공해 주위의 부러움을 사기도 했다.
여담으로 그가 스친소에 출연한 것은 그가 의형제를 맺은 탤런트 정성운의 도움이 있었다고 한다.